# Château de Bardine
Le château du Haut-Tirac, plus communément appelé château de Bardine, est un ancien ouvrage fortifié situé sur la commune de Lorignac, dans le sud-ouest du département de la Charente-Maritime. Laissé à l'abandon au milieu d'un champs depuis le XIXe siècle, il conserve néanmoins une grande partie son enceinte médiévale défensive. 
Les ruines de cet ancien château fort, qui appartiennent à une personne privée, ne bénéficient d'aucune protection au titre des monuments historiques, malgré un intérêt patrimonial certain.

## Historique
La terre du Haut-Tirac, qui relevait sous l'ancien régime de l'évêque de Saintes, est mentionnée dès la fin du XIIIe siècle. Vers 1450, le château appartient à la famille Disant aussi appelée d'Ysave, avant d'échoir à Louise d'Ysave, épouse de Jean de Piis, seigneur de Saujan, en Guyenne. Ce dernier le vend, en 1554, à Gabriel Gentilz, conseiller au parlement de Bordeaux. Vers 1575, le nouveau seigneur du Haut-Tirac entreprend de modifier la partie orientale de l'enceinte médiévale pour faire bâtir un nouveau corps de logis dont les travaux sont confiés à Pierre Boysson, maître maçon de la paroisse d'Arthenac, en Saintonge, qui meurt en cours de chantier. Par un acte notarié passé à Bordeaux, en 1580, Joseph Boysson accepte de poursuivre les travaux de reconstruction commencés par son père Pierre, décédé en cours de chantier, et s'engage à achever le nouveau logis et à construire l'actuel pigeonnier(1). La terre du Haut-Tirac passe ensuite au fils de Gabriel Gentilz, Louis, baron de Cadillac-en-Fronsadais et seigneur de Bardines, puis à sa petite-fille Jehanne Gentilz, mariée en 1599 avec Jehan Martin, conseiller au parlement de Bordeaux, devenu ensuite lieutenant-général de la sénéchaussée de Guyenne. Depuis cette date, le château du Haut-Tirac est resté aux mains de la descendance de ces derniers jusqu'à nos jours. C'est à tort que la commission des Arts et monuments de la Charente-Inférieure écrit, en 1891, qu'à la veille de la Révolution l'édifice appartenait au comte de Plassac. À cette époque, il était en réalité aux mains de François-Charles-Hyacinthe de Martin, comte de Marcellus, mort en 1789 des suites d'une blessure reçue lors d'un duel provoqué par un différend ayant éclaté lors de l'assemblée de la noblesse, à Bordeaux.

## Description
Autrefois entouré de fossés désormais presque totalement comblés, le château-fort dit de Bardines se dresse sur un petit coteau dominant la modeste vallée du Taillon, à proximité immédiate du hameau de La Roche. Édifié sans doute à fin du XIIe ou début du XIIIe siècle, il pourrait avoir succédé à un édifice plus ancien. Il formait à l'origine une petite enceinte oblongue irrégulière, accessible depuis l'ouest et pourvue de quatre petites tours quadrangulaires. Adossées aux courtines, les deux tours de la partie occidentale sont pleines. Celles de la partie la partie orientale devaient être associées à un corps de logis primitif puisque celle du nord présente un fond de latrines débouchant dans le fossés. Plus importante, celle qui est située au sud est dotée de contreforts plats. Dans les années 1575-1580, le tracé irrégulier de l'enceinte a été modifié et les deux tours de la partie orientale du château ont été englobées dans les deux pignons du nouveau corps de logis élevé pour Gabriel Gentilz. Prenant jour par des fenêtres à meneau et doté de deux pièces principales desservies par un vestibule axial qui contenait autrefois un escalier à rampes droites, ce corps de bâtiment aujourd'hui en ruines a été arasé au niveau du premier étage. L'étude de ses structures porteuses laisse légitimement supposer qu'il était à l'origine coiffé par une toiture basse masquée par un parapet crénelé. Ce corps de logis dû à Gabriel Gentlz est prolongé par une aile en retour d'équerre, appuyée sur la courtine sud du château. D'après une carte dressée par Claude Masse, le château était autrefois précédé, à l'ouest, par une sorte de barbacane à l'intérieur de laquelle se dressait le pigeonnier actuel qui est en ruines.
Par ailleurs, l'enceinte castrale est pourvue de souterrains qui ne sont plus accessibles depuis longtemps, et possède un profond puits situé sous le logis.